# Stegodyphus mimosarum
Stegodyphus mimosarum è una specie di ragno africano appartenente al genere Stegodyphus descritta per la prima volta nel 1883. È una specie che si caratterizza per presentare comportamenti sociali, diffusa in Sudafrica e Madagascar e la cui sequenza del genoma è stata pubblicata nel 2014. Simile a specie strettamente imparentate come Stegodyphus sarasinorum, Stegodyphus mimosarum pratica una vita comunitaria che prevede la permanenza nella stessa colonia anche quando la disponibilità di prede è bassa, allontanandosi quasi unicamente per espandere il nido e non per mancanza di cibo.